# Osvobození Prahy
Osvobození Prahy je československý propagandistický válečný film, který v roce 1975 natočil režisér Otakar Vávra. Film je rozdělen na dvě části. Film za normalizace sloužil k propagandě, bylo zde několik hrubých nepřesností.

## Děj
Začátek května 1945, poslední dny války. Film líčí, jak sovětské jednotky postupují na Prahu a zachraňují ji od německých jednotek, které ze strachu prchají. Tento film je třetím a závěrečným dílem po boku s filmy Dny zrady a Sokolovo, který tvoří rekonstrukci událostí, které provázely Československo od přijetí Mnichovského diktátu až po osvobození v roce 1945 Rudou armádou.

## Obsazení
| Vladimír Šmeral     | primátor Dr. Václav Vacek            |
| František Vicena    | strojvůdce Rudolf Čapek              |
| Josef Větrovec      | předseda komunistického odboje Hrubý |
| Ota Sklenčka        | profesor Albert Pražák               |
| Josef Somr          | Dr. Grospic                          |
| Dmitrij Fraňko      | generál Pavel Semjonovič Rybalko     |
| Sergej Poležajev    | maršál Ivan Stěpanovič Koněv         |
| Gunnar Möller       | říšský kancléř Adolf Hitler          |
| Wilhelm Koch-Hooge  | generál Rudolf Toussaint             |
| Günter Naumann      | maršál Ferdinand Schörner            |
| Jaroslav Rozsíval   | nástrojář Antonín Horák              |
| Jaroslava Tichá     | Božena Horáková                      |
| Jiří Krampol        | Karel Horák                          |
| Renáta Doleželová   | Anka Kadlecová                       |
| Vítězslav Jandák    | Stanislav Horák                      |
| Nikolaj Griňko      | generál Omar Bradley                 |
| Petr Veljaminov     | generál Dmitrij Danilovič Leljušenko |
| Gert Hänsch         | admirál Karl Dönitz                  |
| Horst Preusker      | generál SS Carl von Pückler          |
| Vladislav Strželčik | generál Alexej Innokenťjevič Antonov |
| Marie Vášová        | poslankyně Fráňa Zemínová            |
| Ladislav Chudík     | generál Ludvík Svoboda               |
| Bohumil Pastorek    | poslanec Klement Gottwald            |
| Jozef Kuchár        | ministerský předseda Richard Bienert |
| Jiří Holý           | generál Karel Kutlvašr               |
| Josef Langmiler     | Zdeněk Fierlinger                    |